# Resurrection (1980)
Resurrection (bra Ressurreição) é um filme norte-americano de 1980, dos gêneros drama e fantasia, dirigido por Daniel Petrie  e estrelado por Ellen Burstyn e Sam Shepard.